# Emporiki
Emporiki Bank, anciennement Εμπορική Τράπεζα της Ελλάδας, était la cinquième banque grecque. Fondée en 1907 à Londres, par le banquier Grigorios Empedoklis, Emporiki - qui veut dire "commercial" en grec - a été principalement présente en Grèce (376 agences), en Turquie et en Egypte mais aussi en Allemagne, à Chypre, en Albanie, en Bulgarie et en Roumanie. Entre juin 2006 et octobre 2012, son actionnaire majoritaire était le Crédit agricole SA. Ce dernier a cédé ses parts majoritaires de Emporiki Bank à Alpha Bank, pour un montant de 1€ symbolique.

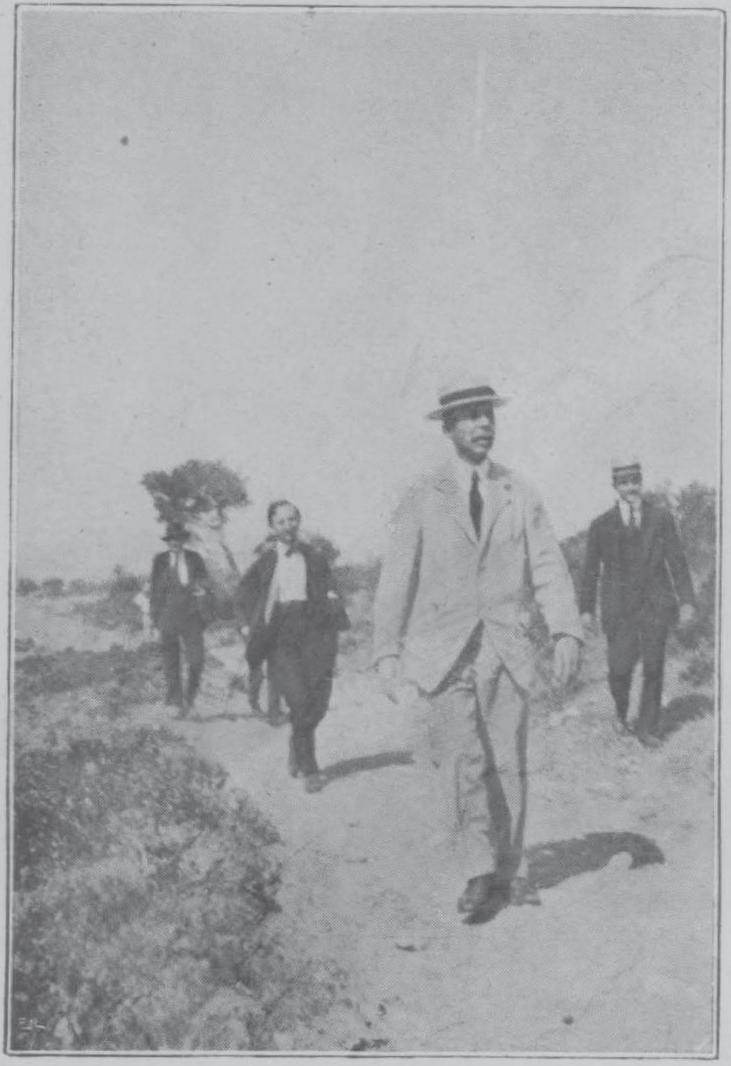
Grigorios Empedoklis, fondateur de l'Emporiki Bank.

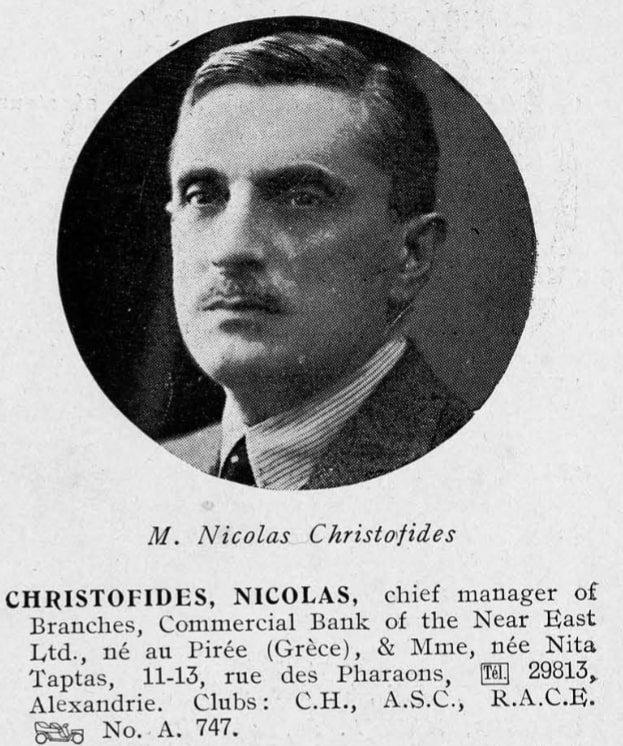
Nicolas Christofides dans "Le Mondain Egyptien". Il créa, en 1922 à Londres, la Commercial Bank of the Near East Ltd, filiale de l'Emporiki Bank à Constantiople, Alexandrie et au Caire.